# Guignecourt
Ne doit pas être confondu avec Guignicourt ou Guinecourt.
Guignecourt est une commune française située dans le département de l'Oise en région Hauts-de-France.

## Géographie

### Description
Guignecourt est un village périurbain picard du Beauvaisis, situé à 7 km à vol d'oiseau au nord-est de Beauvais, 15 km au sud de Crèvecœur-le-Grand, 47 km au sud-est d'Amiens et 24 km au nord-ouest de Clermont.
Le territoire communal est desservi par le dernier tracé de la route nationale 1 actuelle RD 1001.
Louis Graves indiquait en 1830 que le territoire communal est « partagé par la vallée de Calais ; le ruisseau de ce nom parcourt la commune dans, toute son étendue , du N. - E.
au S.-O. Le village est assis à l'Ouest du ruisseau; il est formé principalement d'une longue rue qui suit la direction de la vallée ».

### Communes limitrophes
Les communes limitrophes sont  Bonlier, Fontaine-Saint-Lucien, Maisoncelle-Saint-Pierre, Tillé et Verderel-lès-Sauqueuse.
| Verderel-lès-Sauqueuse | Maisoncelle-Saint-Pierre | Fontaine-Saint-Lucien |
|                        | Guignecourt              |                       |
| Tillé                  |                          | Bonlier               |

### Hydrographie

#### Réseau hydrographique
La commune est située dans le bassin Seine-Normandie. Elle est drainée par la Liovette,.

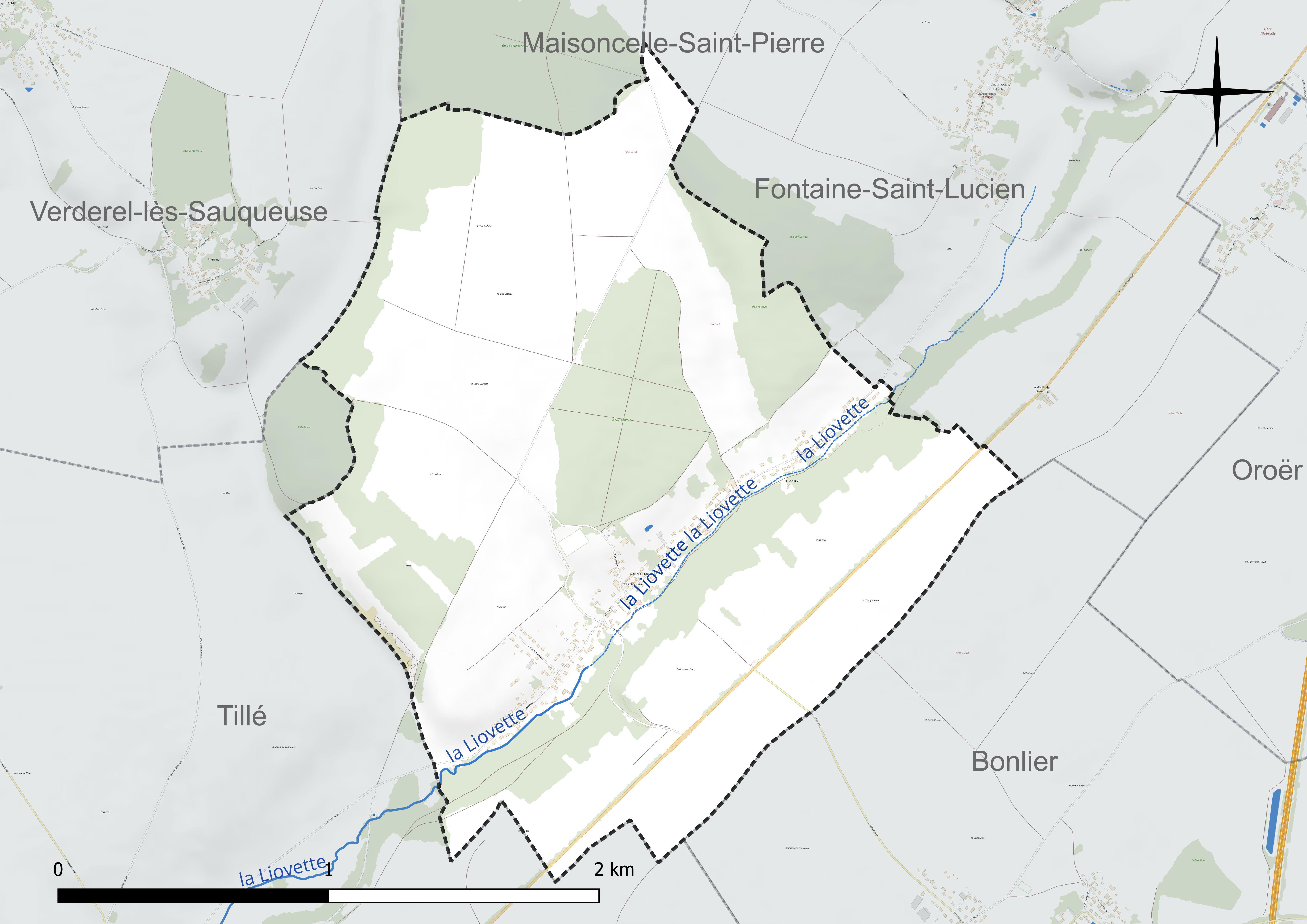
Réseau hydrographique de Guignecourt.

#### Gestion et qualité des eaux
Le territoire communal est couvert par le schéma d'aménagement et de gestion des eaux (SAGE) « Sensée ». Ce document de planification concerne un territoire de 1 219 km2 de superficie, délimité par le bassin versant du Thérain. Le périmètre a été arrêté le 27 janvier 2023 et le SAGE proprement dit est, en 2024, en cours d'élaboration. La structure porteuse de l'élaboration et de la mise en œuvre est le syndicat intercommunal de la Vallée du Thérain (SIVT).
La qualité des cours d'eau peut être consultée sur un site dédié géré par les agences de l'eau et l'Agence française pour la biodiversité.

### Climat
Pour des articles plus généraux, voir Climat des Hauts-de-France et Climat de l'Oise.
En 2010, le climat de la commune est de type climat océanique dégradé des plaines du Centre et du Nord, selon une étude du CNRS s'appuyant sur une série de données couvrant la période 1971-2000. En 2020, Météo-France publie une typologie des climats de la France métropolitaine dans laquelle la commune est exposée à un climat océanique et est dans la région climatique Nord-est du bassin Parisien, caractérisée par un ensoleillement médiocre, une pluviométrie moyenne régulièrement répartie au cours de l'année et un hiver froid (3 °C).
Pour la période 1971-2000, la température annuelle moyenne est de 10,5 °C, avec une amplitude thermique annuelle de 14,4 °C. Le cumul annuel moyen de précipitations est de 698 mm, avec 11,5 jours de précipitations en janvier et 8,1 jours en juillet. Pour la période 1991-2020, la température moyenne annuelle observée sur la station météorologique la plus proche, située sur la commune de Tillé à 2 km à vol d'oiseau, est de 11,0 °C et le cumul annuel moyen de précipitations est de 655,5 mm,. Pour l'avenir, les paramètres climatiques de la commune estimés pour 2050 selon différents scénarios d'émission de gaz à effet de serre sont consultables sur un site dédié publié par Météo-France en novembre 2022.
| Mois                                  | jan.             | fév.             | mars           | avril           | mai             | juin           | jui.           | août           | sep.            | oct.          | nov.             | déc.             | année      |
| ------------------------------------- | ---------------- | ---------------- | -------------- | --------------- | --------------- | -------------- | -------------- | -------------- | --------------- | ------------- | ---------------- | ---------------- | ---------- |
| Température minimale moyenne (°C)     | 1,4              | 1,2              | 3              | 4,4             | 7,9             | 11             | 12,8           | 12,9           | 10,1            | 7,6           | 4,3              | 1,8              | 6,5        |
| Température moyenne (°C)              | 4,1              | 4,5              | 7,3            | 9,8             | 13,2            | 16,4           | 18,6           | 18,6           | 15,4            | 11,7          | 7,4              | 4,5              | 11         |
| Température maximale moyenne (°C)     | 6,7              | 7,8              | 11,6           | 15,2            | 18,6            | 21,8           | 24,4           | 24,4           | 20,6            | 15,7          | 10,4             | 7,1              | 15,4       |
| Record de froid (°C) date du record   | −19,7 28.01.1954 | −16,8 14.02.1956 | −12,1 13.03.13 | −6,9 06.04.21   | −2,4 03.05.21   | 1,2 05.06.1991 | 3,6 08.07.1954 | 3,9 28.08.1974 | −0,5 20.09.1952 | −5 28.10.03   | −10,9 25.11.1956 | −15,7 21.12.1946 | −19,7 1954 |
| Record de chaleur (°C) date du record | 15,6 27.01.03    | 20,4 24.02.1990  | 24,8 31.03.21  | 28,4 18.04.1949 | 31,2 25.05.1953 | 36,9 27.06.11  | 41,6 25.07.19  | 39 06.08.03    | 34,8 15.09.20   | 28,2 01.10.11 | 20,2 01.11.14    | 17 07.12.00      | 41,6 2019  |
| Ensoleillement (h)                    | 595              | 785              | 1 272          | 1 788           | 2 033           | 2 089          | 2 198          | 2 081          | 1 638           | 1 122         | 676              | 546              | 16 822     |
| Précipitations (mm)                   | 53,8             | 44,9             | 45,8           | 44,5            | 60,6            | 53             | 54             | 57,8           | 48,5            | 58,1          | 58,4             | 76,1             | 655,5      |

## Urbanisme

### Typologie
Au 1er janvier 2024, Guignecourt est catégorisée commune rurale à habitat dispersé, selon la nouvelle grille communale de densité à sept niveaux définie par l'Insee en 2022.
Elle est située hors unité urbaine. Par ailleurs la commune fait partie de l'aire d'attraction de Beauvais, dont elle est une commune de la couronne,. Cette aire, qui regroupe 162 communes, est catégorisée dans les aires de 50 000 à moins de 200 000 habitants,.

### Occupation des sols

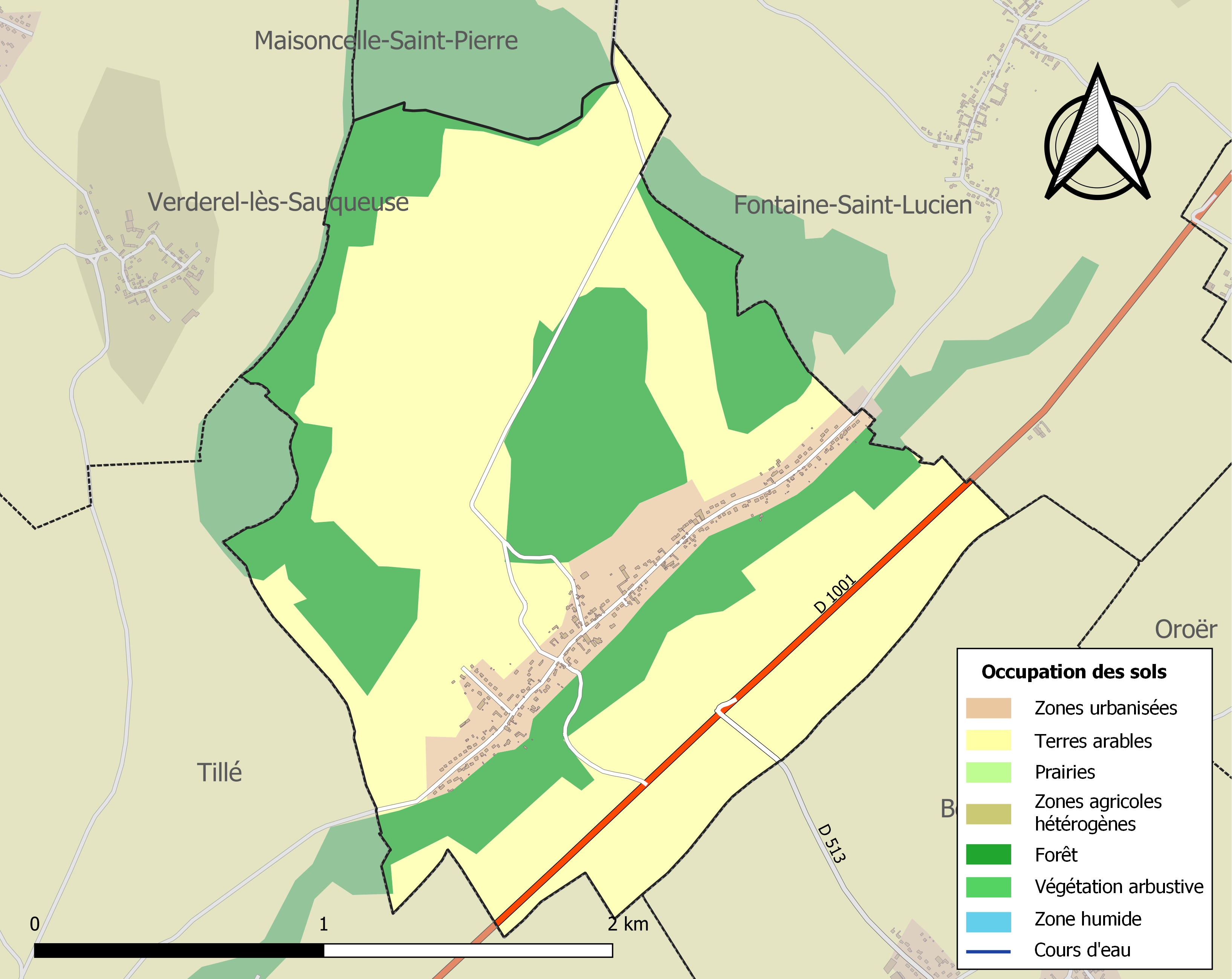
Carte des infrastructures et de l'occupation des sols de la commune en 2018 (CLC).

L'occupation des sols de la commune, telle qu'elle ressort de la base de données européenne d'occupation biophysique des sols Corine Land Cover (CLC), est marquée par l'importance des territoires agricoles (61,8 % en 2018), en diminution par rapport à 1990 (69,2 %). La répartition détaillée en 2018 est la suivante : 
terres arables (61,8 %), forêts (30,5 %), zones urbanisées (7,7 %). L'évolution de l'occupation des sols de la commune et de ses infrastructures peut être observée sur les différentes représentations cartographiques du territoire : la carte de Cassini (XVIIIe siècle), la carte d'état-major (1820-1866) et les cartes ou photos aériennes de l'IGN pour la période actuelle (1950 à aujourd'hui).

### Habitat et logement
En 2018, le nombre total de logements dans la commune était de 161, alors qu'il était de 148 en 2013 et en 2008.
Parmi ces logements, 96,3 % étaient des résidences principales, 2,5 % des résidences secondaires et 1,2 % des logements vacants. Ces logements étaient pour 97,5 % d'entre eux des maisons individuelles et pour 2,5 % des appartements.
Le tableau ci-dessous présente la typologie des logements à Guignecourt en 2018 en comparaison avec celle de l'Oise et de la France entière. Une caractéristique marquante du parc de logements est ainsi une proportion de résidences secondaires et logements occasionnels (2,5 %) égale à celle du département (2,5 %) et inférieure à celle de la France entière (9,7 %). Concernant le statut d'occupation de ces logements, 91,4 % des habitants de la commune sont propriétaires de leur logement (90,4 % en 2013), contre 61,4 % pour l'Oise et 57,5 % pour la France entière.
| Typologie                                               | Guignecourt | Oise | France entière |
| ------------------------------------------------------- | ----------- | ---- | -------------- |
| Résidences principales (en %)                           | 96,3        | 90,4 | 82,1           |
| Résidences secondaires et logements occasionnels (en %) | 2,5         | 2,5  | 9,7            |
| Logements vacants (en %)                                | 1,2         | 7,1  | 8,2            |

### Voies de communication et transports
La commune est desservie, en 2023, par des lignes scolaires et le service de transport à la demande Corolis à la demande - Zone Centre du réseau Corolis et par les lignes 619 et 6140 du réseau interurbain de l'Oise.

## Toponymie
La localité a été désignée sous les noms de Guingnecourt, Guincourt, Guingcourt (Gusnicurtis, Guinicurtis).

## Histoire

### Antiquité
La Chaussée Brunehaut matérialise à Guignecourt le tracé de l'ancienne voie romaine reliant Amiens (Samarobriva) à Beauvais (Caesaromagus), Soissons (Suessones) et Senlis (Augustomagus).

### Ancien Régime
Louis Graves indiquait en 1830  « Le chapitre de la cathédrale de Beauvais nommait à la cure de Guignecourt, placée sous l'invocation de saint Aubin; et de laquelle dépendaient les annexes de Bonlier et de Maisoncelle. La succursale de. Guignecourt comprend  aujourd'hui [en 1830] le territoire de Fontaine-Saint-Lucien.
Ce lieu est ancien ; un seigneur, de Montfermeil près Paris, en 1065, s'appelait Gautier de Guignecourt [...]
 Avant le concile de Trente, cette paroisse , comme Tillé et bien d'autres, n'ayait point de curé en titre; le chapitre y envoyait un petit vicaire, et les jours de fêtes on y dépêchait un chanoine pour dire l'office. 
Guignecourt était une des grandes fermes ou mairies du chapitre de Beauvais ».
De nombreux maçons qui ont construit la Cathédrale Saint-Pierre de Beauvais habitaient Guignecourt, et notamment Scipion Bernard, un de leurs chefs.

### Époque contemporaine
En 1830, la commune était propriétaire du presbytère, d'une école et de quarante hectares de terrains en friche. De nombreux habitants travaillaient comme menuisiers, charpentiers et maçons à Beauvais.

## Politique et administration

### Rattachements administratifs et électoraux

#### Rattachements administratifs
La commune se trouve dans l'arrondissement de Beauvais du département de l'Oise.
Elle faisait partie depuis 1802 du canton de Nivillers. Dans le cadre du redécoupage cantonal de 2014 en France, cette circonscription administrative territoriale a disparu, et le canton n'est plus qu'une circonscription électorale.

#### Rattachements électoraux
Pour les élections départementales, la commune fait partie depuis 2014 du canton de Mouy
Pour l'élection des députés, elle fait partie de la première circonscription de l'Oise.

### Intercommunalité
Guignecourt est membre fondateur de la communauté d'agglomération du Beauvaisis, un établissement public de coopération intercommunale (EPCI) à fiscalité propre créé initialement en 2004 et auquel la commune a transféré un certain nombre de ses compétences, dans les conditions déterminées par le code général des collectivités territoriales.

### Liste des maires
| Période                                  | Période                   | Identité          | Étiquette | Qualité                                       |
| ---------------------------------------- | ------------------------- | ----------------- | --------- | --------------------------------------------- |
| Les données manquantes sont à compléter. |                           |                   |           |                                               |
| avant 1988                               | mars 1989                 | Aristide Régnier  |           |                                               |
| mars 1989                                | 2002                      | Lucien Philippet  |           | Mort en fonction                              |
| janvier 2003                             | En cours (au 6 juin 2023) | Philippe Desirest |           | Cadre retraité Réélu pour le mandat 2020-2026 |

## Équipements et services publics

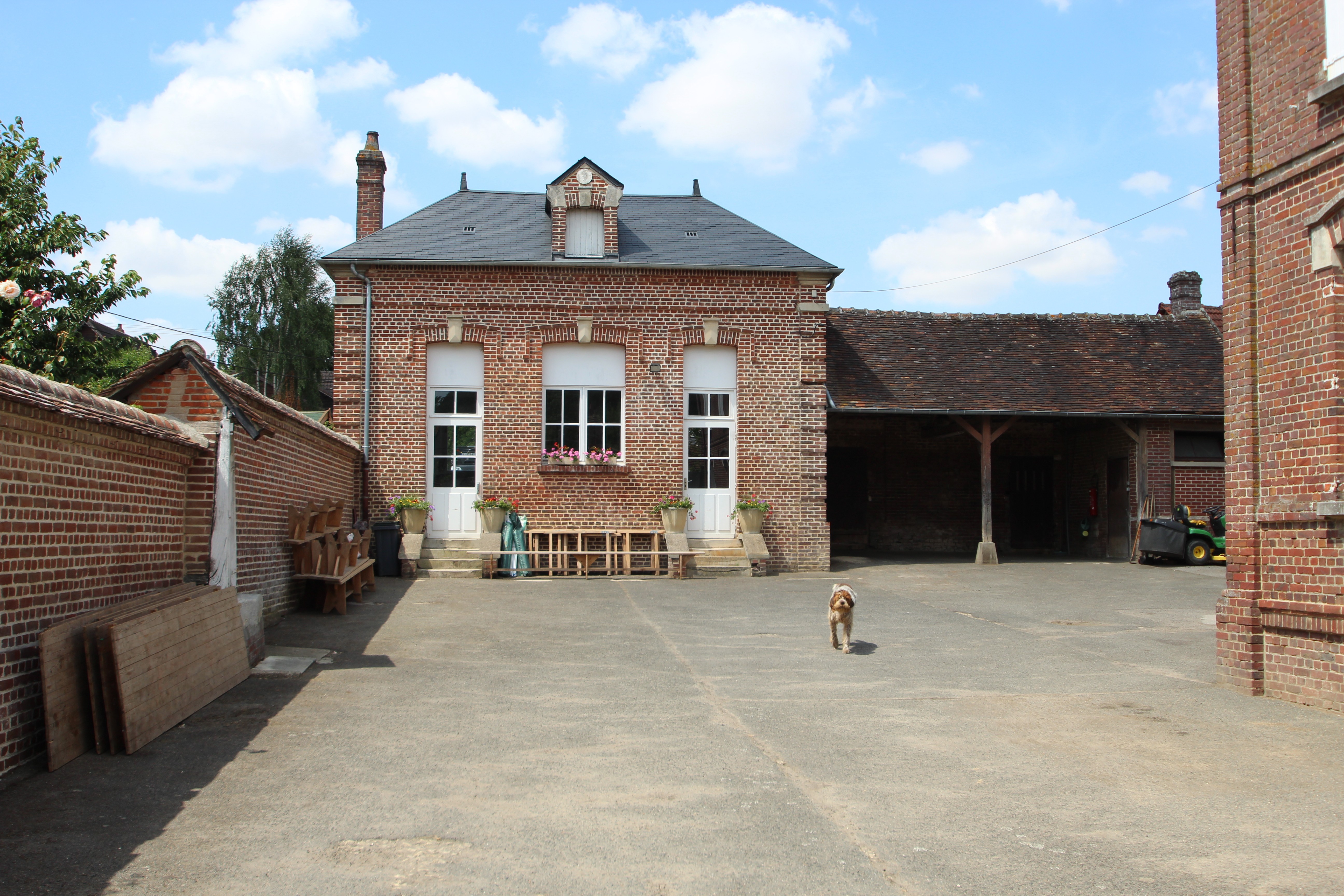
La mairie-école.
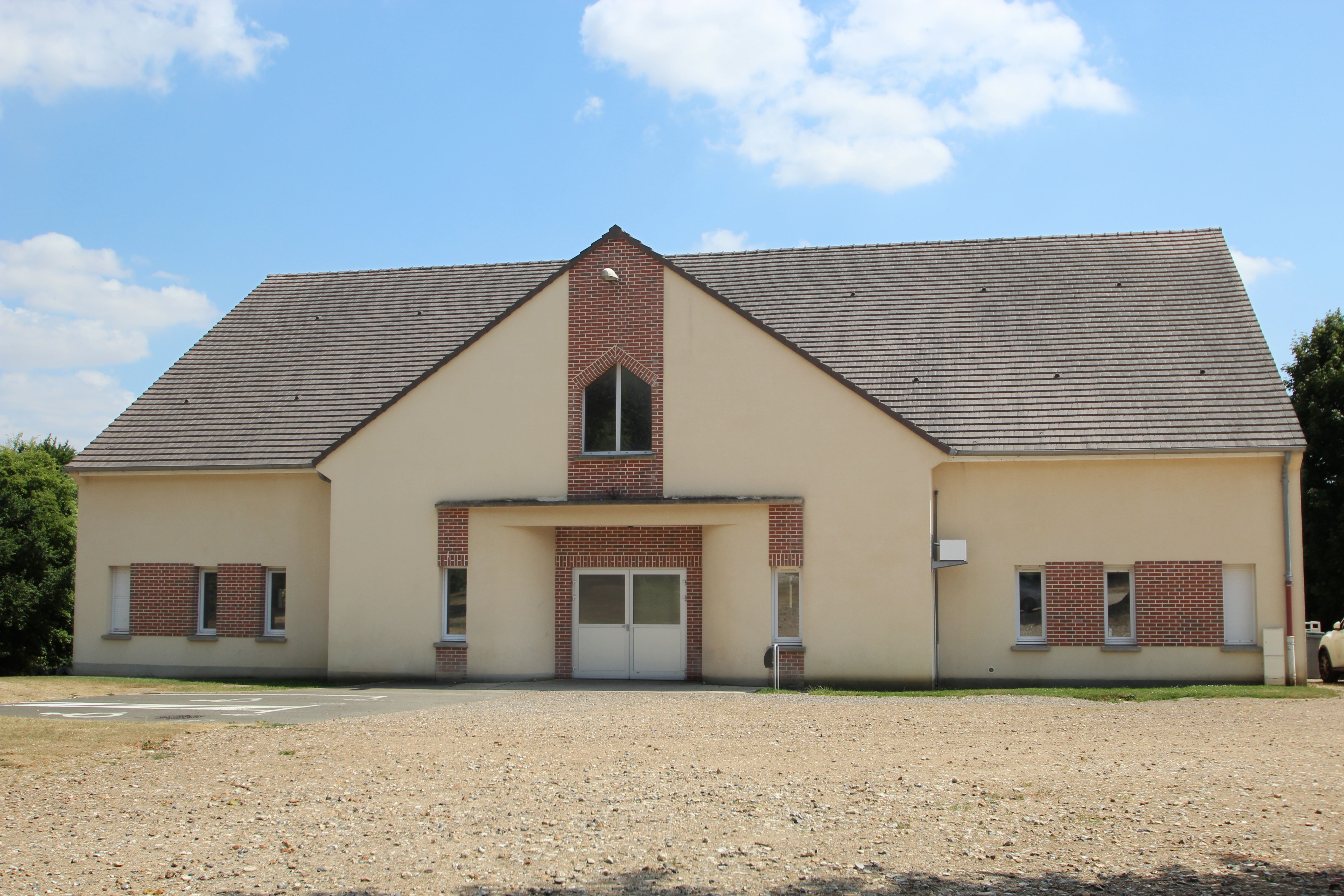
La salle polyvalente.
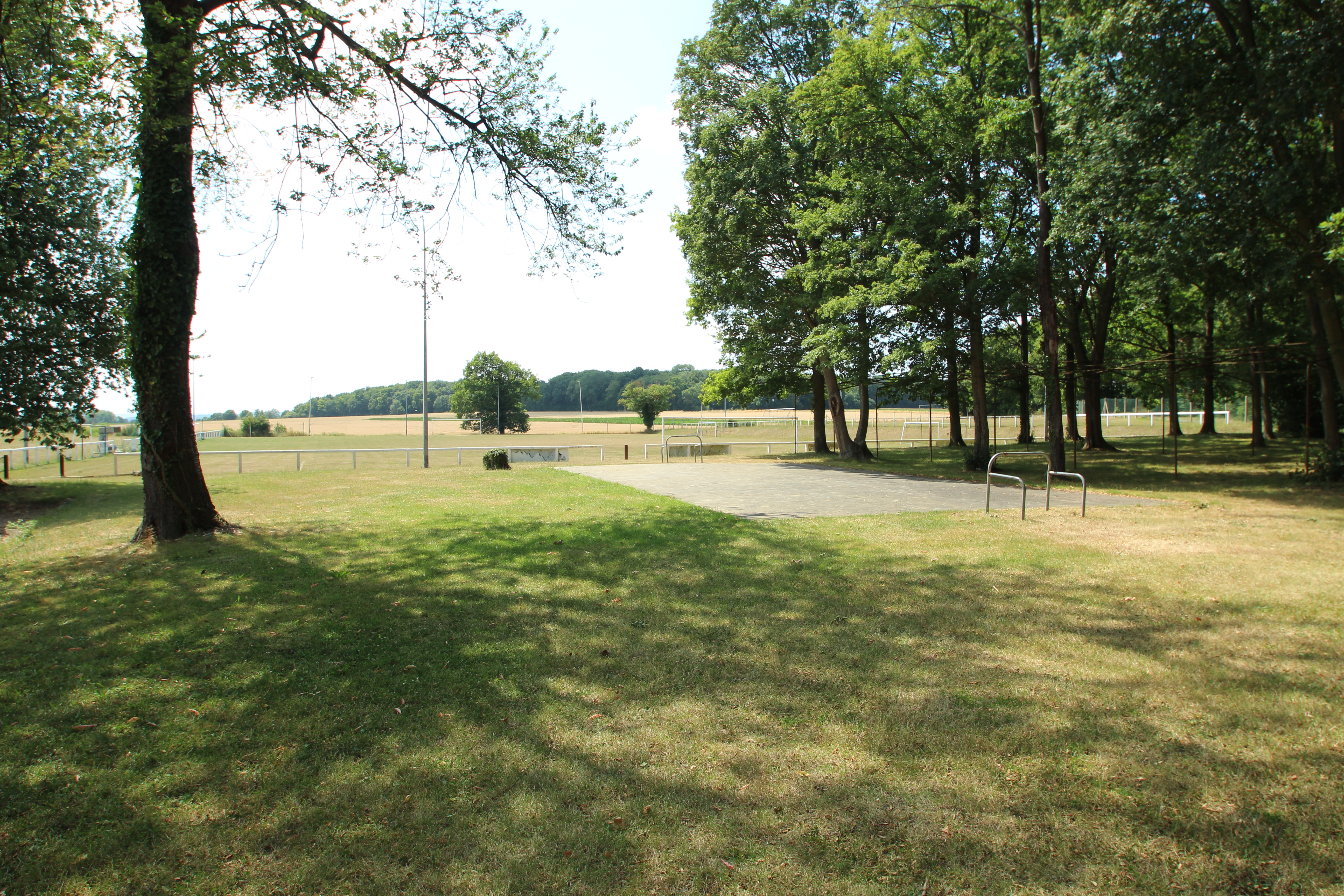
Le terrain de sport.

## Population et société

### Démographie

#### Évolution démographique
L'évolution du nombre d'habitants est connue à travers les recensements de la population effectués dans la commune depuis 1793. Pour les communes de moins de 10 000 habitants, une enquête de recensement portant sur toute la population est réalisée tous les cinq ans, les populations de référence des années intermédiaires étant quant à elles estimées par interpolation ou extrapolation. Pour la commune, le premier recensement exhaustif entrant dans le cadre du nouveau dispositif a été réalisé en 2006.

En 2022, la commune comptait 386 habitants, en évolution de +0,52 % par rapport à 2016 (Oise : +0,87 %, France hors Mayotte : +2,11 %).
| 1793 | 1800 | 1806 | 1821 | 1831 | 1836 | 1841 | 1846 | 1851 |
| ---- | ---- | ---- | ---- | ---- | ---- | ---- | ---- | ---- |
| 284  | 277  | 288  | 307  | 298  | 293  | 288  | 276  | 259  |

| 1856 | 1861 | 1866 | 1872 | 1876 | 1881 | 1886 | 1891 | 1896 |
| ---- | ---- | ---- | ---- | ---- | ---- | ---- | ---- | ---- |
| 274  | 238  | 223  | 203  | 197  | 161  | 163  | 168  | 148  |

| 1901 | 1906 | 1911 | 1921 | 1926 | 1931 | 1936 | 1946 | 1954 |
| ---- | ---- | ---- | ---- | ---- | ---- | ---- | ---- | ---- |
| 135  | 119  | 111  | 103  | 106  | 91   | 107  | 110  | 138  |

| 1962 | 1968 | 1975 | 1982 | 1990 | 1999 | 2006 | 2011 | 2016 |
| ---- | ---- | ---- | ---- | ---- | ---- | ---- | ---- | ---- |
| 138  | 115  | 187  | 341  | 367  | 415  | 402  | 377  | 384  |

| 2021 | 2022 | - | - | - | - | - | - | - |
| ---- | ---- | - | - | - | - | - | - | - |
| 386  | 386  | - | - | - | - | - | - | - |

#### Pyramide des âges
En 2018, le taux de personnes d'un âge inférieur à 30 ans s'élève à 29,8 %, soit en dessous de la moyenne départementale (37,3 %). À l'inverse, le taux de personnes d'âge supérieur à 60 ans est de 28,4 % la même année, alors qu'il est de 22,8 % au niveau départemental.
En 2018, la commune comptait 187 hommes pour 194 femmes, soit un taux de 50,92 % de femmes, légèrement inférieur au taux départemental (51,11 %).
Les pyramides des âges de la commune et du département s'établissent comme suit.
| Hommes | Classe d’âge | Femmes |
| ------ | ------------ | ------ |
| 0,0    | 90 ou +      | 0,0    |
| 4,4    | 75-89 ans    | 4,2    |
| 21,7   | 60-74 ans    | 26,3   |
| 23,3   | 45-59 ans    | 22,8   |
| 18,9   | 30-44 ans    | 18,6   |
| 15,2   | 15-29 ans    | 13,1   |
| 16,4   | 0-14 ans     | 15,0   |

| Hommes | Classe d’âge | Femmes |
| ------ | ------------ | ------ |
| 0,5    | 90 ou +      | 1,4    |
| 5,5    | 75-89 ans    | 7,6    |
| 15,6   | 60-74 ans    | 16,3   |
| 20,8   | 45-59 ans    | 20     |
| 19,4   | 30-44 ans    | 19,4   |
| 17,6   | 15-29 ans    | 16,2   |
| 20,6   | 0-14 ans     | 19,1   |

## Culture locale et patrimoine

### Lieux et monuments
- L'église, dont la nef remonte au XIe siècle, est inscrite à l'Inventaire des Monuments Historiques. Elle est notamment remarquable pour ses vitraux  du XVIe siècle, attribués à l'atelier des frères Leprince, dont le chef-d'œuvre se trouve dans le chœur de l'église Saint-Étienne de Beauvais.
Cette église est constituée d'une nef romane du XIe siècle et un ensemble chœur/transept du second quart du XVIe siècle, construit en style gothique tardif[26].

- La grange dîmière du chapitre-cathédral de Beauvais a été datée de 1492 par la dendrochronologie[réf. nécessaire]. Construite en en bois et torchis, elle est dotée d'une toiture remarquable en tuiles fines
- Circuit de promenade « le Ru de la Liovette », long de 10,5 km, soit 2 h 30 de marche, permet de découvrir des chemins du Beauvaisis, de passer le long de l'église  Saint-Aubin et la grange dîmière[27],[28].

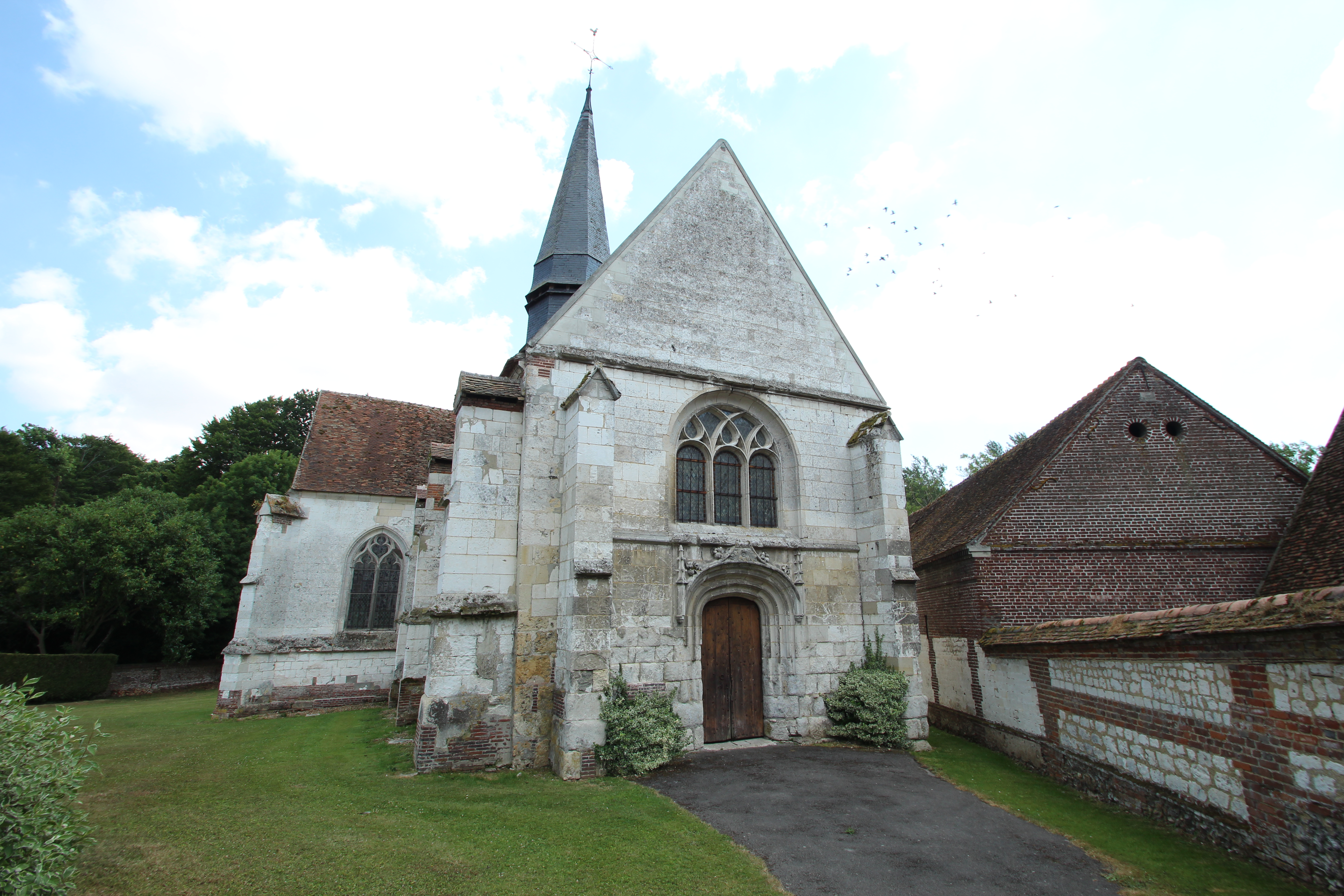
Église Saint-Aubin de Guignecourt.
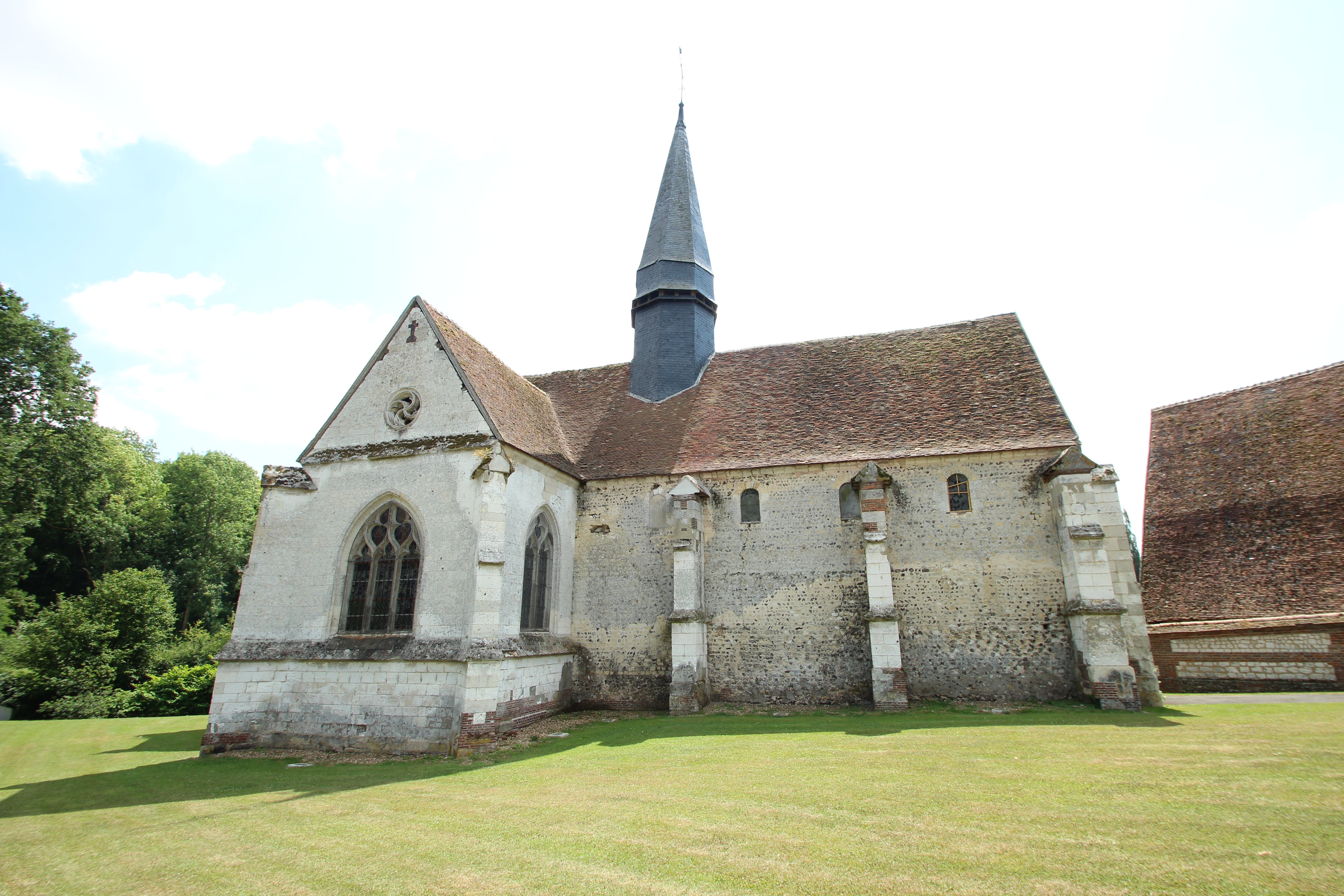
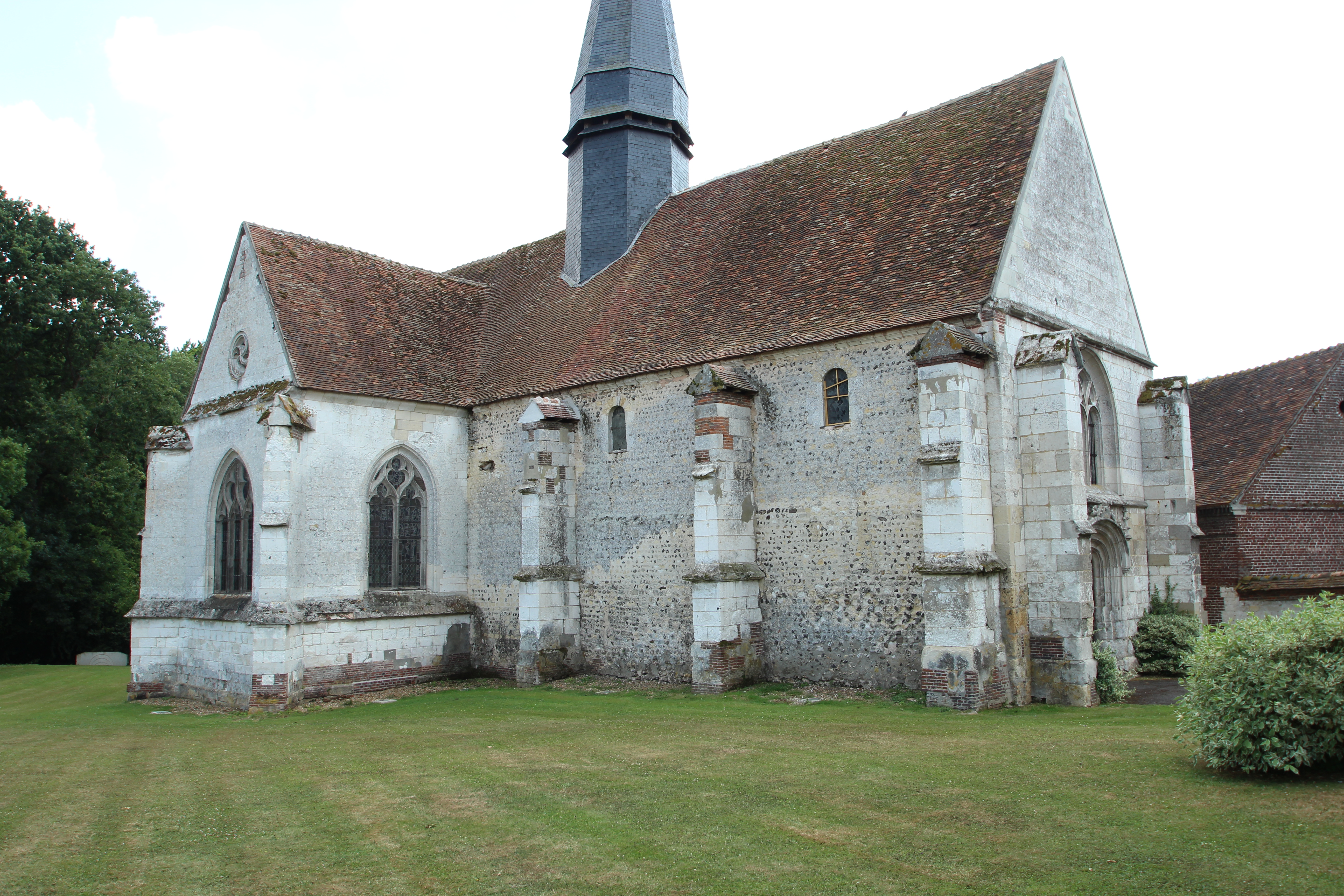
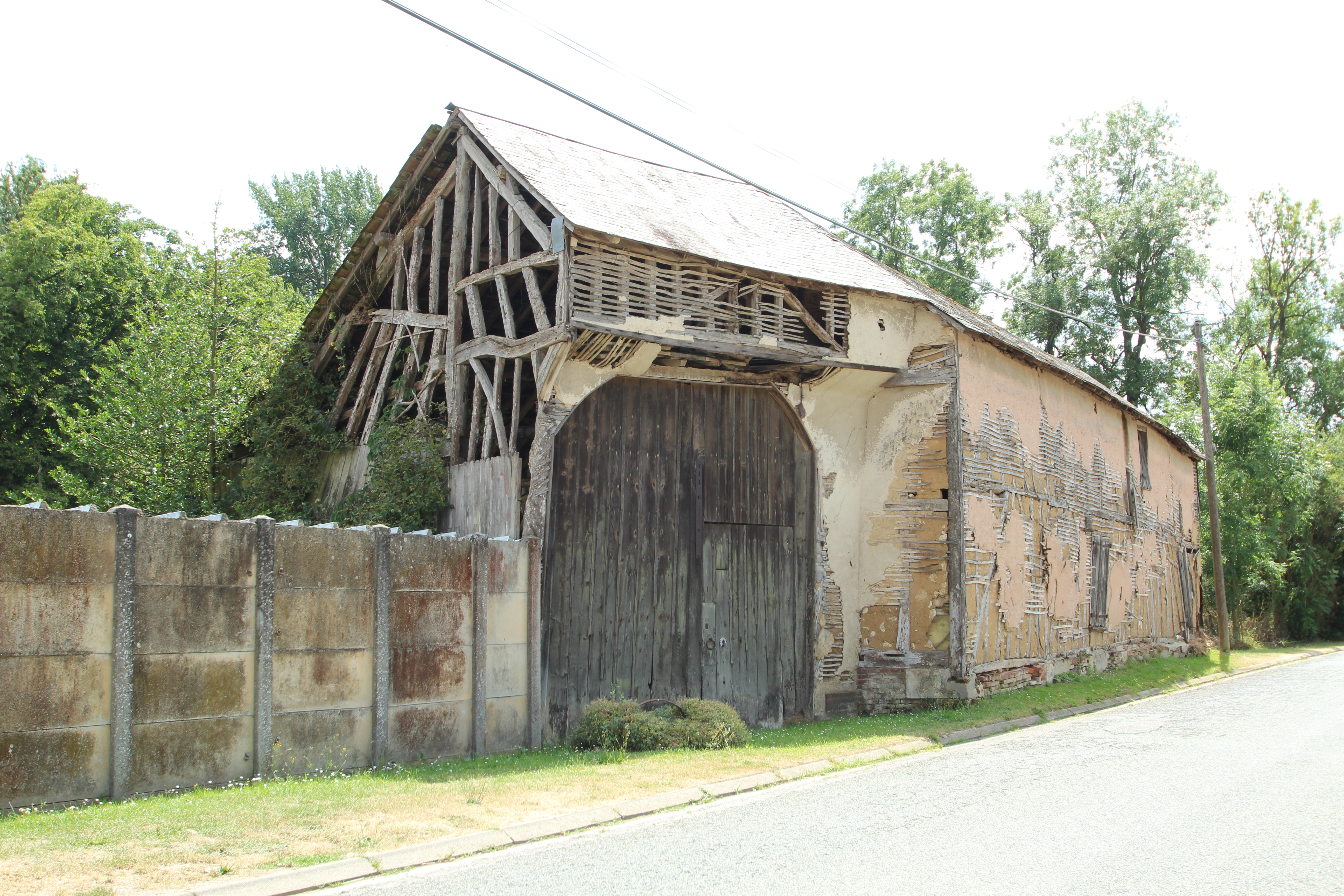
Ancienne ferme en torchis.
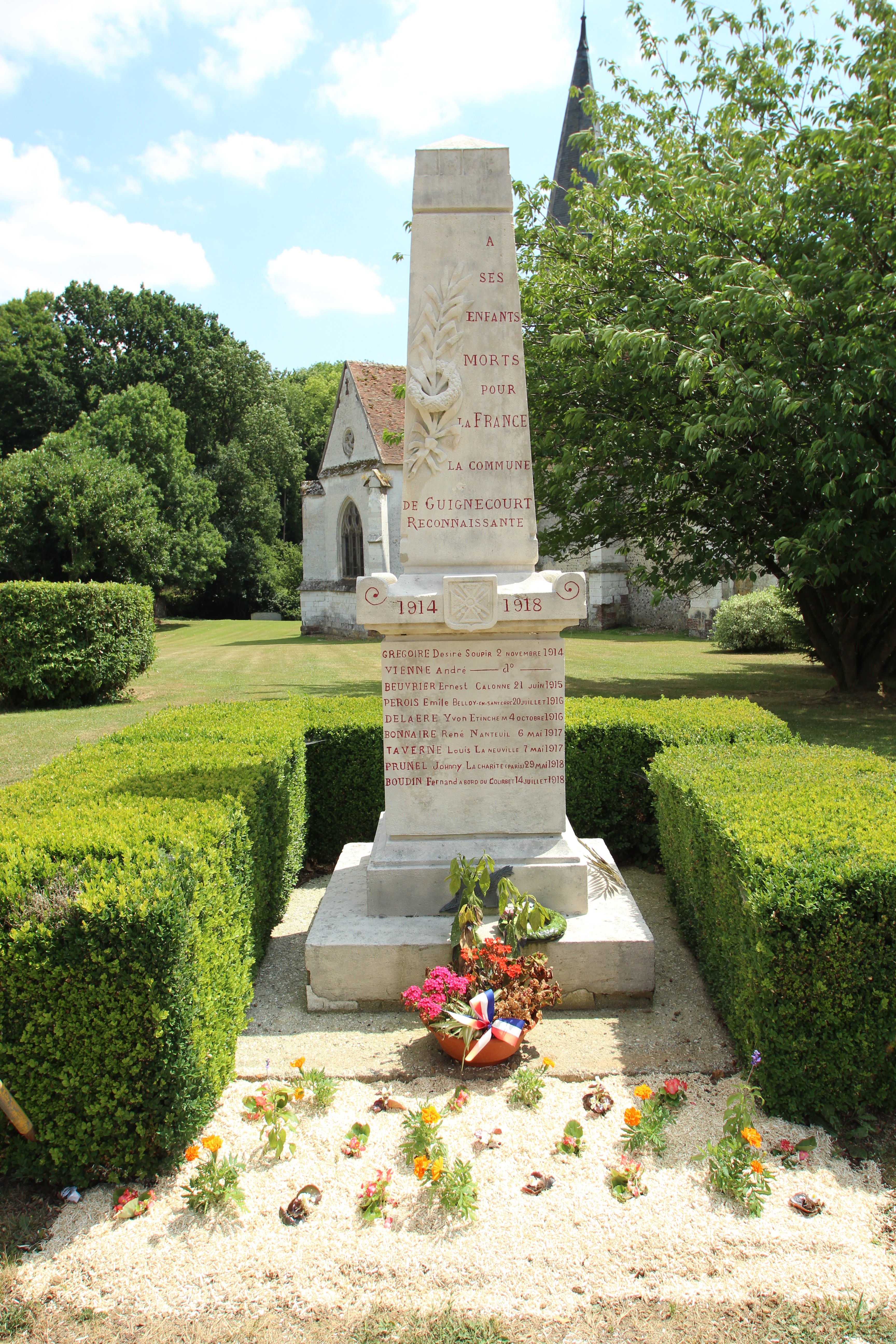
Monument aux morts.

### Héraldique
| Blason de Guignecourt | Blason  | De sinople à la crosse d'argent accostée de deux palmes, celle de dextre posée en bande et celle de senestre en barre ; au chef cousu de gueules à la croix d'or. |
| Blason de Guignecourt | Détails | Les habitants consultés en janvier 2007 ont retenus les éléments de ce blason, dont la croix symbolise la cathédrale de Beauvais, ancien propriétaire de la grange aux dîmes, crosse pour Saint-Aubin, patron de la paroisse. Les palmes représentent le passé romain de Guignecourt et le vert du fonds les bois communaux Officiel |

## Pour approfondir